# Blepharomyia piliceps
Blepharomyia piliceps är en tvåvingeart som först beskrevs av Zetterstedt 1859.  Blepharomyia piliceps ingår i släktet Blepharomyia och familjen parasitflugor. Arten är reproducerande i Sverige. Inga underarter finns listade i Catalogue of Life.